# Jules-Emile Strauwen sr.
Jules-Emile Strauwen (Laeken (Belgique), 28 mai 1863 - Bruxelles, 4 mai 1943) est un compositeur, chef d'orchestre, professeur de musique et pianiste belge. Il est le fils du compositeur Pierre Strauwen (1836-1890) et frère du compositeur Jean Strauwen (1878-1947), du corniste Pierre Henri Strauwen (1861-1926), du flûtiste Auguste Strauwen (1874-1947) et père du compositeur Jules Emile Adhemar Strauwen (1887-1948).

## Biographie
Jules-Emile Strauwen sr. naît dans une famille très musicale. Son frère Auguste Strauwen (1874-1947) est un professeur et flûtiste renommé et Jean Strauwen (1878-1947) est également un compositeur. Il étudie au Conservatoire royal de Bruxelles et reçoit un premier prix de piano dans la classe d'Arthur De Greef. En tant que professeur de piano, il demeure à Bruxelles.
En plus d'être compositeur, Jules Emile Strauwen est également chef d'orchestre, entre autres de la célèbre fanfare phalange royale artistique, à Bruxelles et de la fanfare royale Les Pélissiers, à Binche. Avec la première fanfare, il remporte le 1er prix d'un concours national de composition en 1967. Avec la deuxième, il remporte les premiers prix des tournois de Charleroi (1911), Gand (1913), Fourmies (1914) et Dijon (1922). En 1895, il devient président-fondateur de la Fédération royale des harmonies et fanfares de Belgique.
En tant que compositeur expérimenté, il est un membre de jury très recherché lors de concours en Belgique et à l'étranger. Il a également une maison d'édition musicale à Bruxelles.
Strauwen compose principalement pour des orchestres de concert et de fanfare.

## Distinctions
- Officier de l'ordre de la Couronne (en 1921)

## Compositions

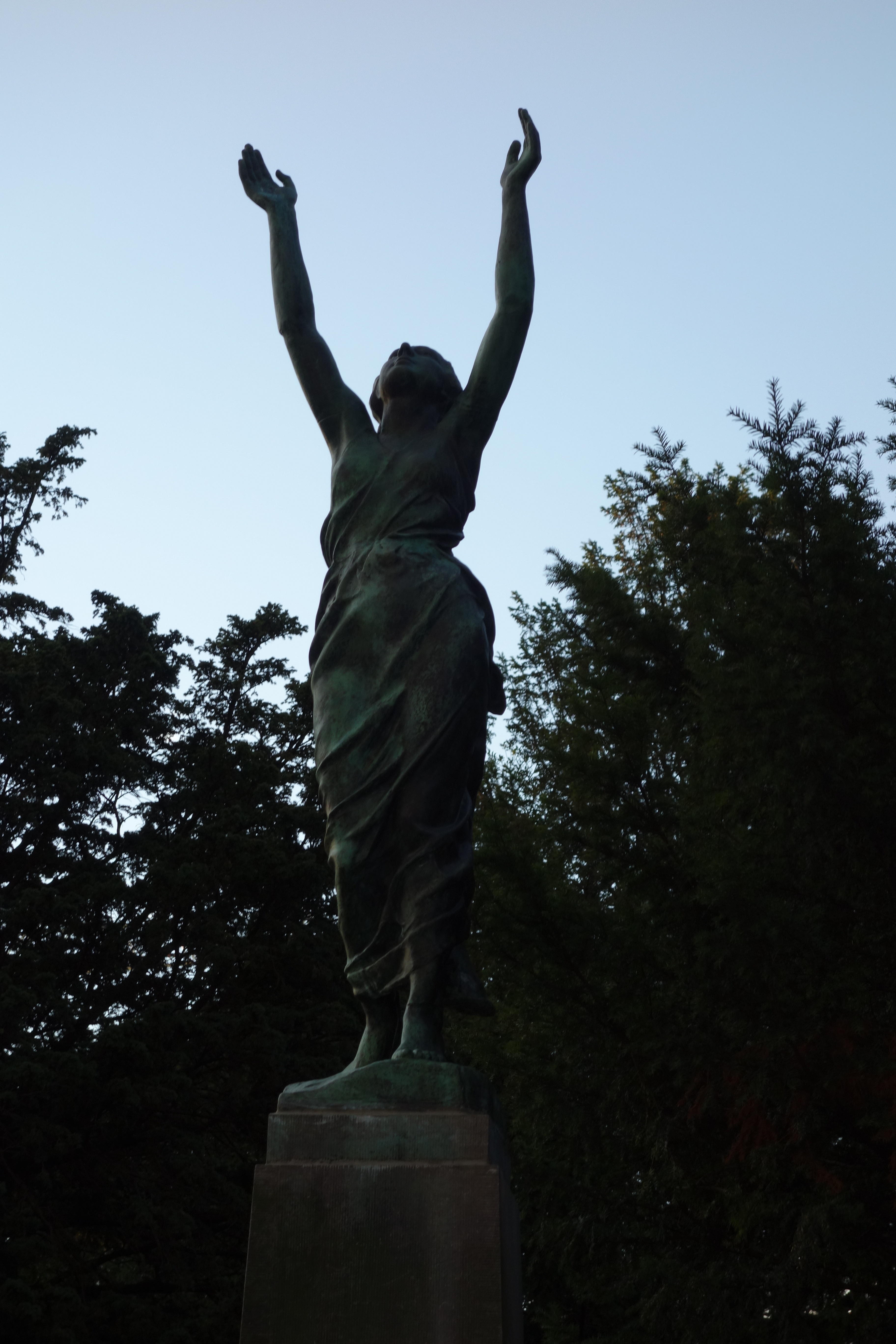
Louange à la chanteuse sur la tombe de Strauwens (cimetière de Laeken)

### Œuvres pour orchestre
- Ainas, tango
- Canzonetta
- Menuet du muguet
- Songe des elfes, valse
- Sur le "Yang-Se", valse

### Œuvres pour orchestre de concert et de fanfare
Onder het lover
- Alléluia
- Alma-marche
- Boléro, pour 2 cornets à pistons et orchestre de concert ou de fanfare
- Bruyères Campinoises, ouverture
- Cortège Fleuri
- Cromwell, ouverture
- Elmar, ouverture
- Fantaisie
- Floride
- Jubelmarsch
- Le tableau Parlant
- Léon XIII
- Onder het lover, ouverture
- Ouverture joyeuse
- Ouverture printanière
- Ouverture Triomphale
- Mimosa, fantaisie
- Princesse Clémentine, ouverture
- Remember
- RIP, grande fantaisie de l'opéra du même nom de Robert Planquette[1].
- Rosane, ouverture
- Saint Sacrement
- Saint Ursmer
- Sainte Begge
- Sainte Philomène
- Scènes Rustiques
- Sous la Feuillée
- Spa Aubade
- Sur la Tombe de mon Père

### Cantates
- Huldezang, cantate

### Musique de chambre
- Dors fillette, pour violon, piano et quintette
- Minuetto-Pizzicati, pour quatuor à cordes

### Œuvres pour piano
- Trois pièces pour piano , op. 113

## Pour approfondir